# 马克西米利安·克拉
马克西米利安·克拉（德語：Maximilian Krah，1971年1月28日—）德国律师、右翼政治家，欧洲议会议员，德国另类选择党成员，原认同与民主党成员。

## 生平
1971年出生于萨克森雷克尔维茨，成长于上卢萨蒂亚，获得德累斯顿工业大学法学学士学位，后获得伦敦商学院和哥伦比亚商学院工商管理硕士学位。在德累斯顿和两位律师合开一所律师事务所。
2024年4月，克拉的助手涉嫌为中国从事间谍活动以及向中国情报部门透露有关欧洲议会谈判的信息而被逮捕。5月，在接受意大利《共和国报》采访时，克拉表示不是所有的党卫军成员都是犯罪分子，并以诺贝尔文学奖得主、原党卫军成员君特·格拉斯为例，但承认其中犯罪分子的比例很高。该言论使得选择党与法国国民联盟的关系进一步紧张。加之此前克拉的丑闻，认同与民主中的法国、意大利、捷克党团宣布与德国选择党决裂，丹麦人民党向选择党发布最后通牒，要求开除克拉，否则将与其断绝关系。5月23日，德国选择党被认同与民主开除。